# Christianskirken (Berlin)
Die Christianskirken ist die Kirche der evangelisch-lutherischen Dänischen Seemanns- und Auslandskirche in Berlin. Die 1919 gegründete dänische Auslandskirche ist die älteste außerhalb Dänemarks gegründete dänische Kirche und hatte sich 2004 mit der dänischen Seemannskirche zusammengeschlossen.
Sie vernetzt die im Ausland befindlichen dänischen Kirchengemeinden und untersteht einem Bischof der Dänischen Volkskirche. Die Berliner Christianskirke steht im Ortsteil Wilmersdorf des Bezirks Charlottenburg-Wilmersdorf.

## Geschichte
Vorläufer der Christianskirken ist der 1880 für die dänischen Reisenden wie Handwerker, Ingenieure oder Studenten gegründete Verein Freja, benannt nach der nordischen Göttin Freya. Die damals rund 2000 Dänen in Berlin organisierten sich 1909 in dem Verein Draußen, den die christliche Kinder- und Jugendorganisation skandinavischer Handwerker gegründet hatte. Im Jahr 1896 führte ein dänischer Pastor zum ersten Mal beim CVJM in der Wilhelmstraße 34 einen Gottesdienst in Berlin durch. Auf der Grundlage der Ideen des dänischen Theologen und Reformators Hans Tausens gründeten dänische Christen 1912 ihre eigene Kirchengemeinschaft, zugehörig zur evangelisch-lutherischen Folkekirke Dänemarks. Die Gottesdienste fanden zunächst in den Räumlichkeiten der böhmisch-lutherischen Gemeinde statt, deren Gemeindesaal sich in der Neuenburger Straße 3, in der Nähe des Halleschen Tores befand. Für die dänische Kirchengemeinde hatte der Architekt Otto Bartning einen Kirchenbau entworfen, der wegen der Inflation nicht verwirklicht werden konnte. So ließ der Kirchenvorstand von einem anderen Architekten (Name nicht bekannt) ein kleines Kirchengebäude im expressionistischen Stil entwerfen, welches auf einem Hinterhof in der damaligen Königgrätzer Straße (seit 1947 wieder Stresemannstraße) nahe dem Anhalter Bahnhof errichtet wurde. Im Jahr 1928 fand die Kirchweihe statt. Das Gotteshaus erhielt seinen Namen nach König Christian X.: Christianskirken.
In der Zeit des Nationalsozialismus nutzten zahlreiche Geistliche der Bekennenden Kirche die Christianskirken als Treffpunkt und Zufluchtstätte. Das Gotteshaus erlitt im Zweiten Weltkrieg keine bedeutenden Schäden und konnte gleich nach Kriegsende wieder gottesdienstlich genutzt werden.
Da das Grundstück 1965 an die Deutsche Bundespost verkauft werden musste, erwarb die Gemeinde das Grundstück Brienner Straße 12, auf dem sich die Ruine des ehemaligen Altersheims der schwedischen Victoriagemeinde befand. Der jetzige Bau erfolgte unter Verantwortung des damaligen Pfarrers Olav Refshauge und wurde am 15. Oktober 1967 eingeweiht.
Die erste dänische Kirche in der Stresemannstraße wurde erst 1984 abgerissen.

## Architektur und Ausstattung
Der einfache Kirchenbau orientiert sich stilistisch an skandinavischer Architektur. In dem freistehenden hölzernen Glockenstuhl, den dänische Pfadfinder spendeten, hängt die Kirchenglocke aus der ersten Dänen-Kirche.
Im Inneren gibt es schlichte hölzerne Stühle, viele holzgetäfelte Wandteile, eine flache Holzdecke und eine kleine elektronische Orgel, deren Prospekt aus Holz besteht und die an der Wand aufgehängt ist. Ein dreiteiliger Flügelaltar ist mit Symbolbildern aus der Bibel im modernen Malstil gestaltet.
Der deutsche Verleger Axel Springer stiftete 1970 die Orgel, sie erinnert an den 1944 von der Gestapo ermordeten dänischen Pastor und Dichter Kaj Munk mit einer am Orgelprospekt befestigten Plakette und dieser Inschrift – nach einem Text von Kai Munk –: „Die Kirche ist und bleibt der Ort, wo Barmherzigkeit geübt werden soll als der Quelle des Lebens, als der Herzschlag der Menschheit.“
Eine sechseckige Taufe, ein hölzerner eher historisch wirkender Altartisch und ein ebensolcher Ambo vervollständigen den Andachtsraum.

## Zugehörige Bauwerke
Außer dem Kirchengebäude befinden sich auf dem Grundstück der Gemeindesaal, eine Bibliothek, die Wohnung des Kirchendieners und ein kleines Studentenwohnheim. Alle Bauten sind eingeschossig und über Treppen erreichbar.

## Gemeindeleben
Im Kirchenraum treffen sich in Berlin lebende Dänen mit ihren Angehörigen zum Gottesdienst und vielen anderen Veranstaltungen, christlichen wie kulturellen. Ein Spielraum für Kinder steht zur Verfügung und  an Bedürftige werden Spenden ausgegeben. Gäste können auf dem Grundstück grillen, Fastnacht halten oder den dänischen Weihnachtsmarkt besuchen.
Zu Beginn des 21. Jahrhunderts stimmte der Kirchenvorstand zu, dass die Evangelische Studentengemeinde der Freien Universität ihre Gottesdienste mit einem anschließenden Beisammensein in der Christianskirke durchführen kann. Die normalen dänischen Gottesdienste finden in dänischer Sprache statt, die Gottesdienste der Studentengemeinde dagegen in deutscher Sprache.
Während der Coronapandemie galten für Kirchenbesuche: Die Pfarrperson führte Videoandachten, insbesondere zu Ostern, durch; Gottesdienste durften maximal 30 Minuten mit nicht mehr als 20 Teilnehmern dauern, es gibt keine Kommunion und es darf nicht gesungen werden. Die AHA-Regeln sind einzuhalten. Spätestens zwei Tage vor einem Besuch mussten sich die Teilnehmer auf der Kirchenwebsite anmelden.
Pfarrerin der rund 150 Gemeindemitglieder ist seit dem Jahr 2011 Iben Vinther Nordestgaard.
Die Gemeinde gibt quartalsweise das Pfarrblatt Kirkehilsen fra Christianskirken (dt.: ‚Grüße aus der Christianskirche‘) heraus. Sie beteiligt sich auch Berlin-weiten Aktionen wie der Langen Nacht der Religionen mit Besichtigungs- und Gesprächsmöglichkeiten (Beispiel von 2019).